# ヨハン・カール・ロト
ヨハン・カール・ロト（Johann Carl Loth 、名前はJohann Karlや Karelとも、1632年8月8日（洗礼日）– 1698年10月6日）はバイエルン生まれの画家である。生涯の大部分をヴェネツィアで働いた。イタリアではカルロット（Carlotto）またはカルロ・ロッティ（Carlo Lotti）と呼ばれた。

## 略歴
ミュンヘンで宮廷画家画家、ヨハン・ウルリヒ・ロト(Johann Ulrich Loth)の息子に生まれた。ミュンヘンで父親から訓練を受けた後、1650年頃にはヴェネツィアに移ったとされる。ベネツィアでは、ピエトロ・リベリ(1605–1687)の弟子になったのではないかとされている。
ローマへも旅し、17世紀の初めに新しいスタイルを開いたカラヴァッジオやその追随者の作品を研究した。この時代ヴェネツィアで働いていたジェノヴァ出身の画家、ジョヴァンニ・バッティスタ・ランゲッティや、フランチェスコ・ルスキやアントニオ・ザンキといった、光と闇のコントラストを強調する「テネブリズム(Tenebrism)」の技法を用いるヴェネツィアの画家たちとも、影響を受けあった。
神話を題材にした作品や宗教画を描いた。
弟子にはオーストリア出身のヨハン・ミヒャエル・ロットマイヤ(Johann Michael Rottmayr: 1656-1730)らがいる。

## 作品

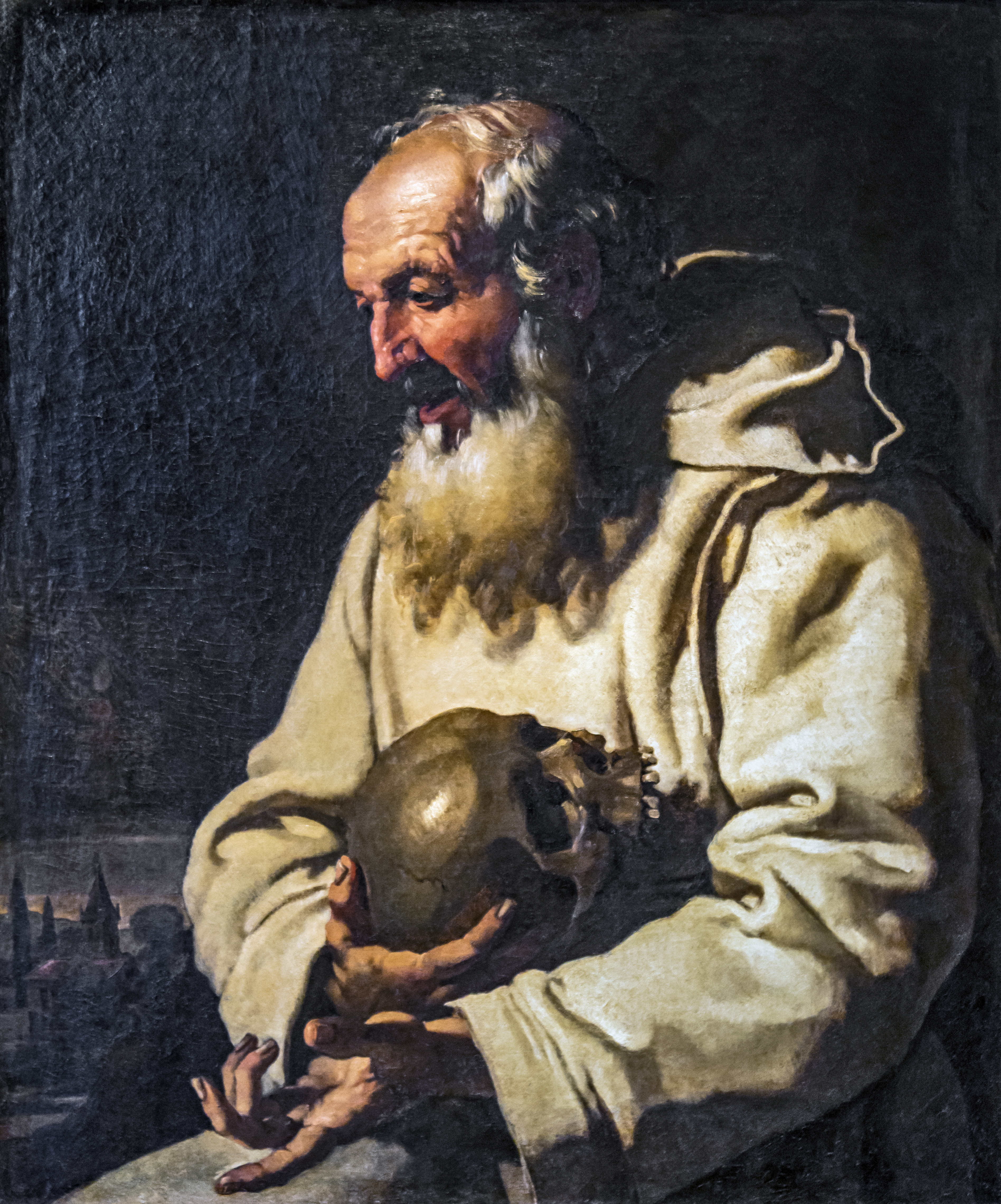
Saint Romuald
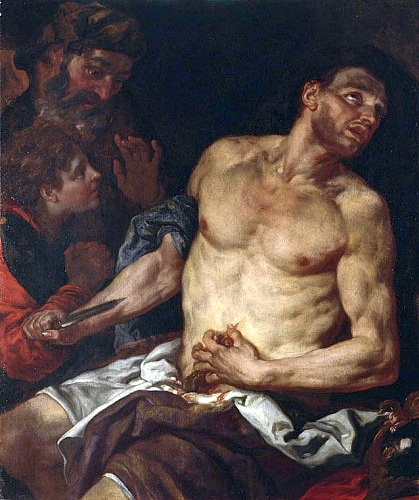
ウティカのカトの死
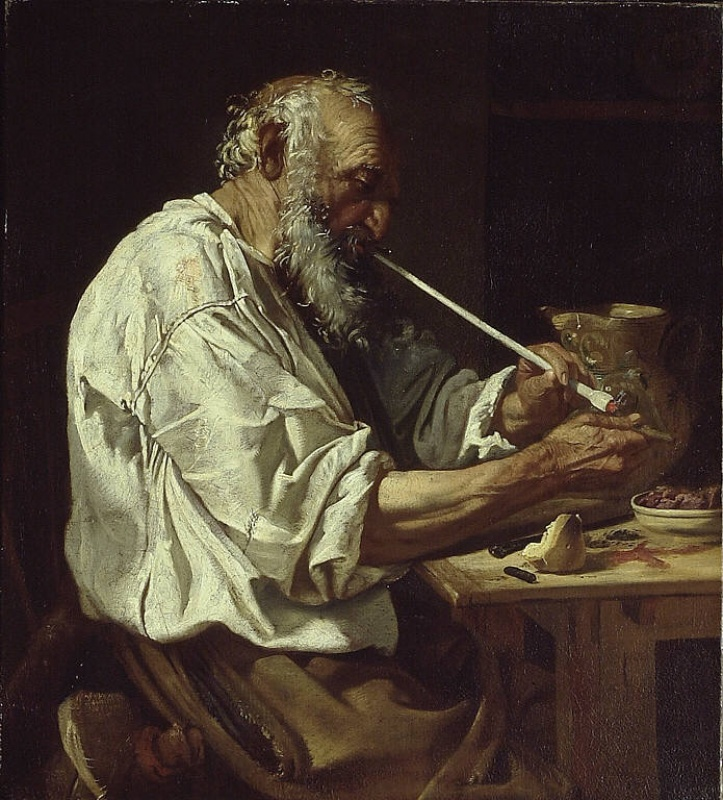
パイプに火をつける農夫
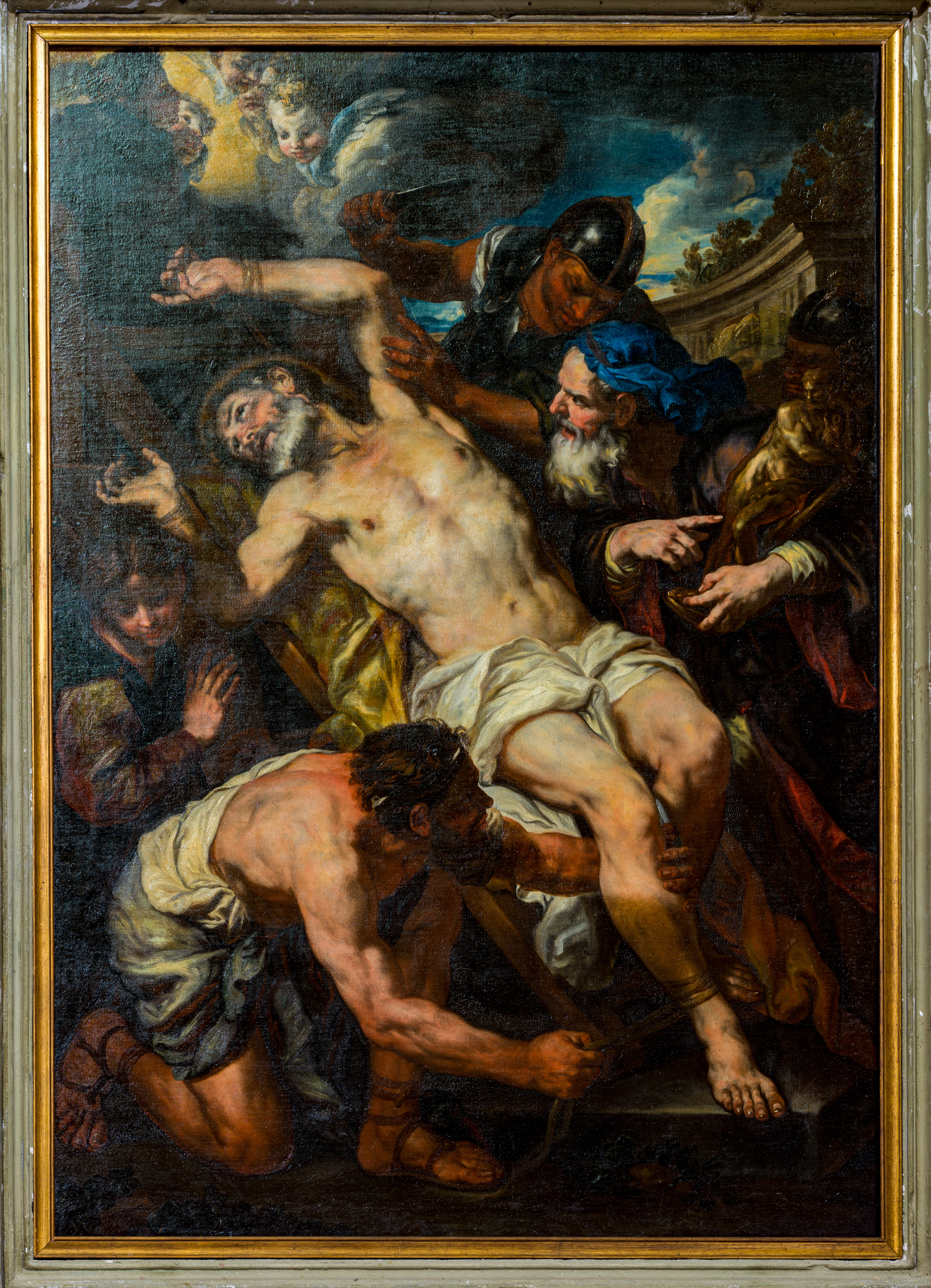

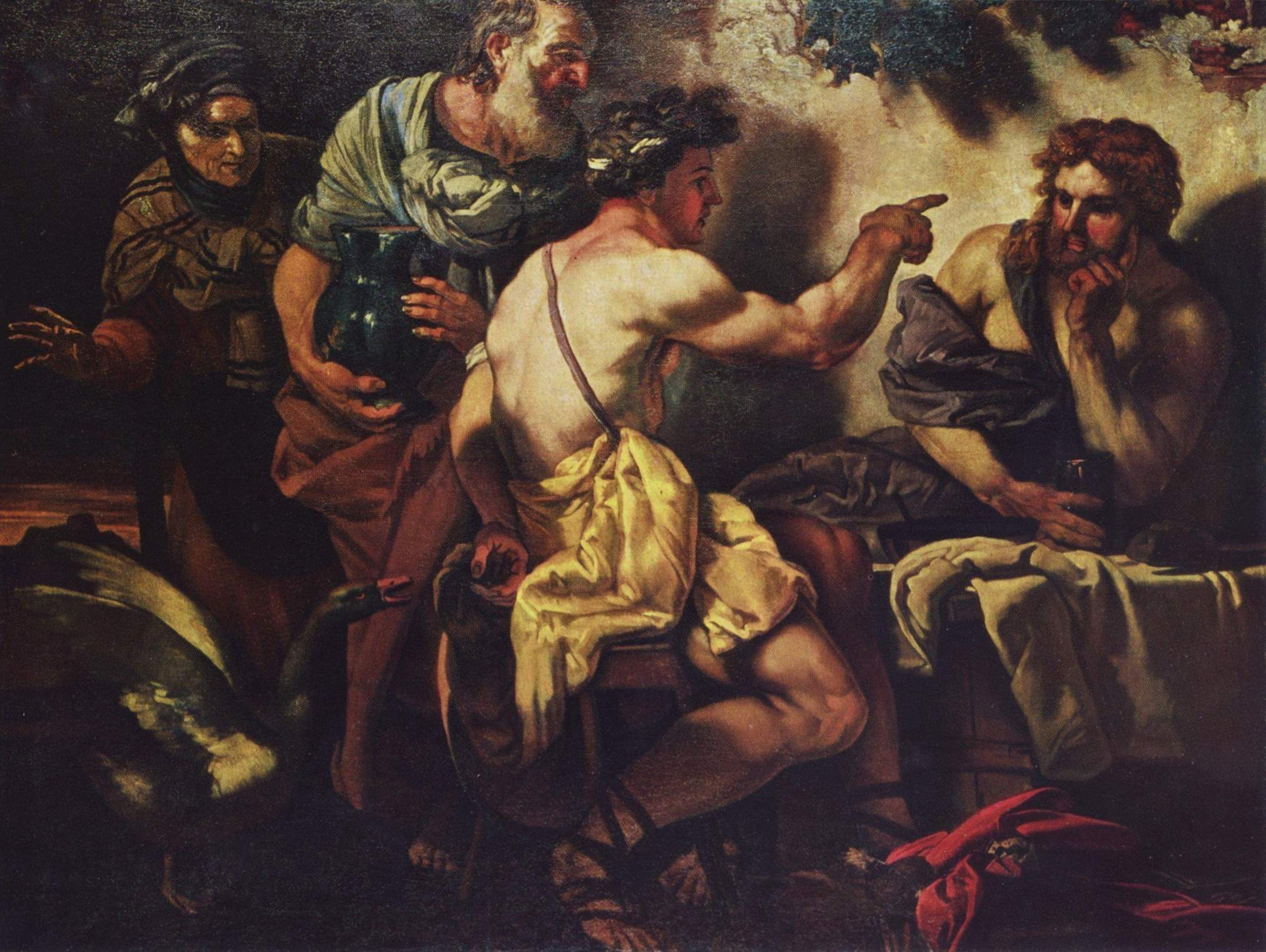
バウキスとピレーモーンと2人の神
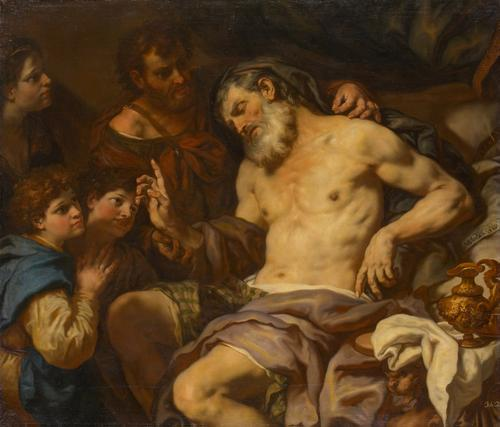
エフライムとマナセを祝福するヤコブ
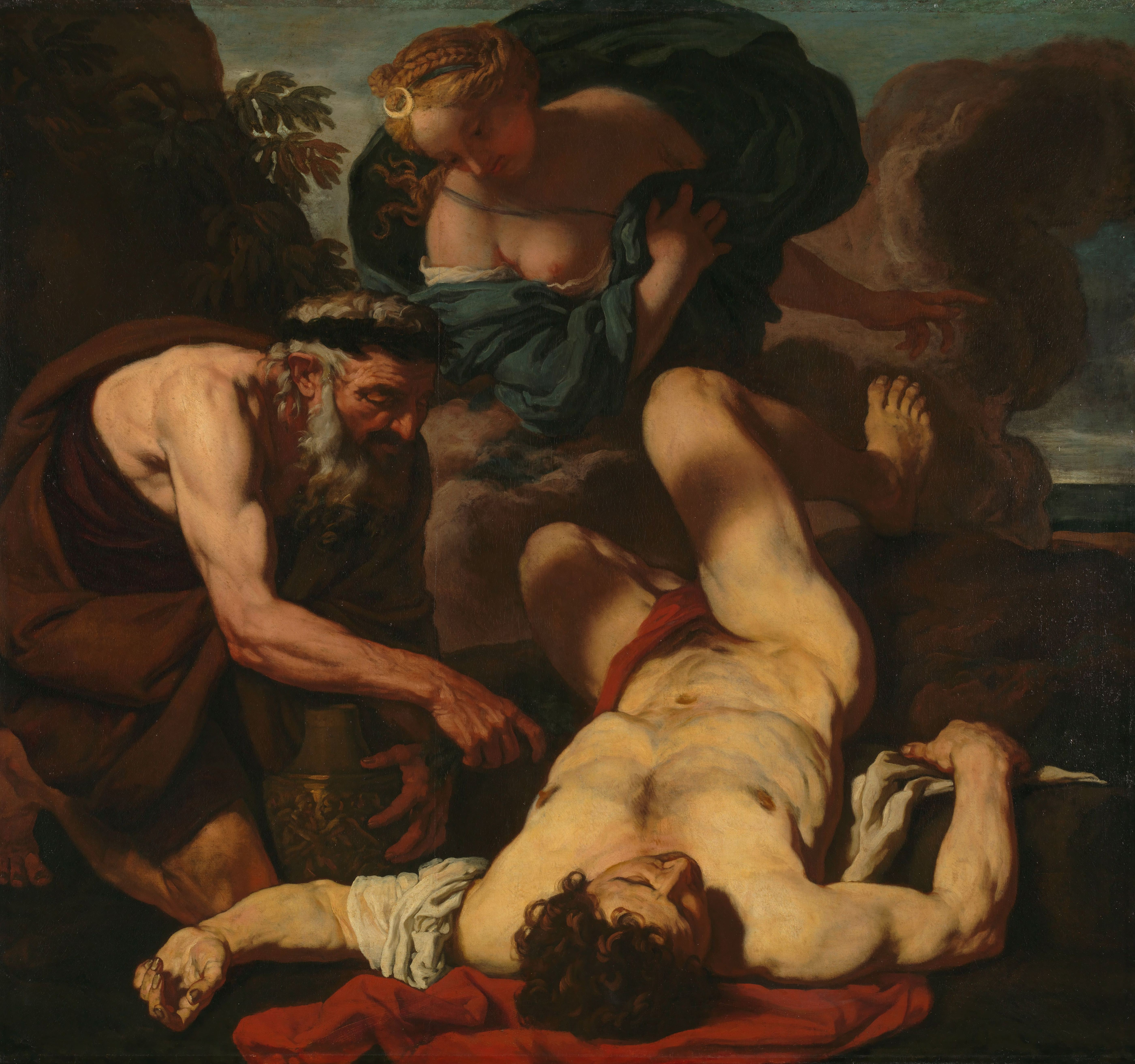
エンデュミオーンとセレーネー